# 爭霸
《爭霸》是香港無綫電視翡翠台古裝電視劇，於2006年12月18日起逢星期一至五晚上八時半至九時半播放，由馬德鐘、劉松仁、陳坤及郭羨妮領銜主演，並由陳國邦、樊志起、李明及馮威聯合演出。故事有關中國春秋時期末年吳越爭霸的歷史事跡。

## 人物介紹
| 演員   | 角色     | 備註                         | 配音員 |
| 馬德鐘 | 夫差     | 吳國大王                     | 馬德鐘 |
| 劉松仁 | 勾踐     | 越國大王                     | 劉松仁 |
| 陳坤   | 范蠡     | 越國大夫                     | 黃啟昌 |
| 郭羡妮 | 西施     | 越國美人                     | 郭羨妮 |
| 陳國邦 | 文種     | 越國大夫                     | 陳國邦 |
| 樊志起 | 伍子胥   | 吳國相國                     | 梁志達 |
| 李明   | 伯嚭     | 吳國太宰                     | 陳永信 |
| 馮威   | 太子友   | 吳國太子                     | 黃榮璋 |
| 冼色麗 | 滕玨     | 越國公主，勾踐王妹           | 何璐怡 |
| 徐白曉 | 鹿郢     | 越國太子                     | 李致林 |
| 天瑞   | 計倪     | 越國大夫                     | 翟耀輝 |
| 王毅   | 伍封     | 伍子胥之子                   | 梁偉德 |
| 林海海 | 合儀     | 越國夫人                     | 黃玉娟 |
| 閆勤   | 鄭旦     | 越人，吳國妃子               | 程文意 |
| 賈妮   | 妹姒     | 吳國夫人，齊國公主           | 雷碧娜 |
| 洪雁   | 越女     | 范蠡師妹，鹿郢師姐           | 曾秀清 |
| 卓凡   | 王孫駱   | 前越國監國                   | 李錦綸 |
| 潘虹   | 齊王     | （史實上當時齊國君主是侯爵） | 黃子敬 |
| 符馨尹 | 陳國公主 | 范蠡夫人                     | 陳凱婷 |
| 張雷   | 沮韃     | 吳國使者                     | 黎景全 |
| 曹俊   | 苦成     | 越國大夫                     | 馮錦堂 |
| 劉衛華 | 闔閭     | 吳國先王                     | 盧國權 |

## 外景場地
- 河南孟州黃河灘
- 雲台山風景名勝
- 中央電視台涿州拍攝基地
- 北京圓山大酒店
- 焦作影視城

## 外部連結
- 無綫電視官方網頁 - 爭霸
- 豆瓣电影上《爭霸》的資料 （简体中文）